# Jangseong-dong
Jangseong-dong (koreanska: 장성동) är en stadsdel i kommunen Taebaek i provinsen Gangwon i Sydkorea, 190 km öster om huvudstaden Seoul.